# Gerardo Lugo
Gerardo Lugo Gómez, né le 13 mars 1955 à Mexico au Mexique, est un joueur de football international mexicain, qui évoluait au poste de milieu de terrain.
Son fils, Édgar, est également footballeur.

## Biographie

### Carrière en club
Au cours de sa carrière en club, il dispute plus de 300 matchs en première division mexicaine, inscrivant une quarantaine de buts. Il marque notamment huit buts en championnat lors de la saison 1979-1980.
Il remporte deux titres de champion du Mexique avec le club de Cruz Azul.

### Carrière en équipe nationale
Il joue huit matchs en équipe du Mexique, inscrivant deux buts, entre 1978 et 1979.
Il figure dans le groupe des sélectionnés lors de la Coupe du monde de 1978. Lors du mondial organisé en Argentine, il joue deux matchs : contre la Tunisie, et l'Allemagne.

## Palmarès
| Atlante - Championnat du Mexique D2 (1) : - Champion : 1976-77. |  | Cruz Azul - Championnat du Mexique (2) : - Champion : 1978-79 et 1979-80. - Vice-champion : 1980-81. |